# タリン動物園

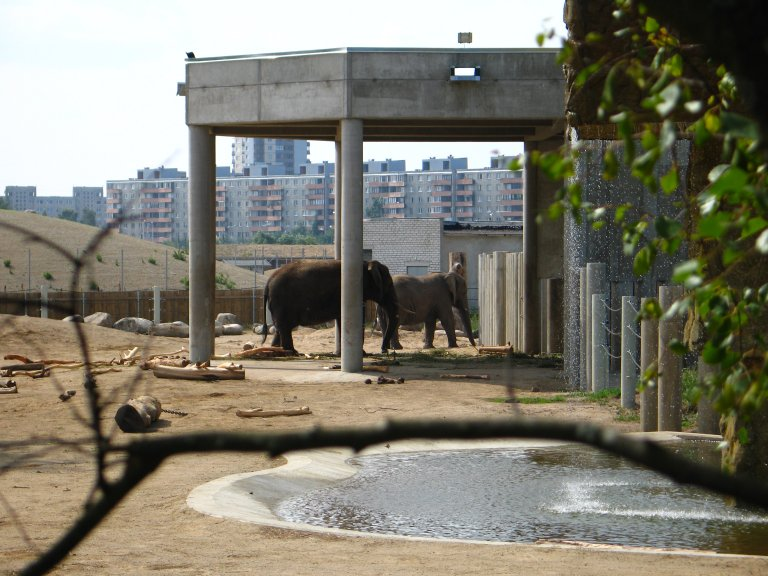
タリン動物園のゾウ舎

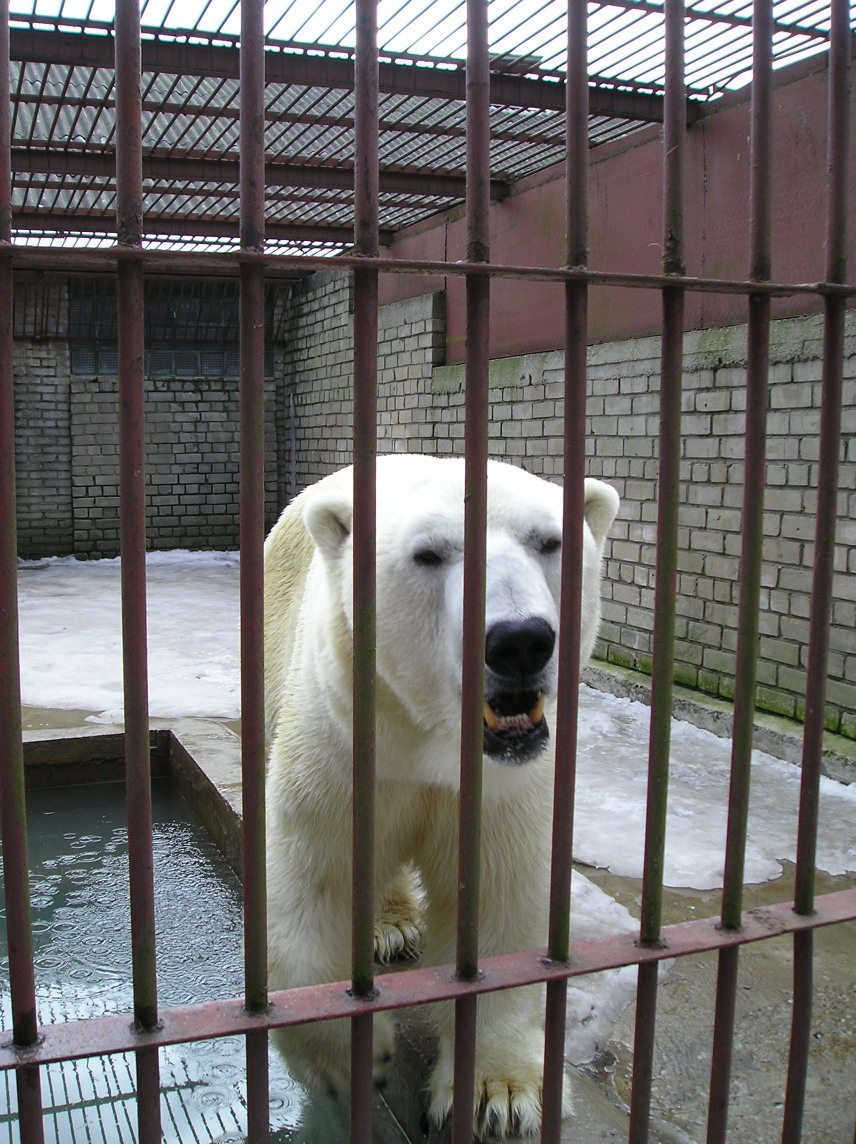
シロクマ「フランツ」

タリン動物園（タリンどうぶつえん、エストニア語: Tallinna Loomaaed）は、エストニア・タリンに1939年に開設された動物園。エストニア唯一の動物園であり、2008年現在548種13,336頭の動物を飼育する。 2009年以降、バルト三国では最も来園者数の多い動物園となっている。

## 歴史
1937年、フィンランド・ヘルシンキで開かれた国際大会でエストニアの射撃チームは勝利した。この時、チームはイルー（Illu）という名前のオオヤマネコを連れて帰った。イルーはタリン動物園の最初の飼育動物となり、園は1939年8月25日に正式に開園した。またオオヤマネコは後にタリン動物園のエンブレムに採用された。
当初、動物園はカドリオルグ（Kadriorg）公園の一角を本拠地とした。1940年にエストニアはソビエト連邦に占領・併合されたため、動物園の発展計画は遅れた。1983年になって動物園はヴェスキメッツァ（Veskimetsa）地区に移転、87haに拡大した。

## 飼育動物
| 動物の種類   | 種  | 頭数   |
| ------------ | --- | ------ |
| 哺乳類       | 90  | 1,296  |
| 鳥類         | 123 | 618    |
| 爬虫類       | 43  | 156    |
| 両生類       | 17  | 141    |
| 魚類         | 131 | 2,373  |
| 無脊椎動物   | 144 | 8,752  |
| 計（2012年） | 548 | 13,336 |

タリン動物園は世界最大のヤギ・ヒツジ飼育園であり、世界有数のワシ・フクロウ飼育園である。
動物園は2つの「熱帯の家」（tropic houses）を有し、ワニなどの爬虫類をはじめ、魚類、エキゾチックな鳥類、マーモセット、チンパンジー、マングースを飼育する。
「ゾウの家」（Elephant house）は1989年に動物園の50周年を記念して建設された。ヘビやアフリカゾウ、コビトカバ、アルマジロ、ネズミ目を飼育している。
「アルピナリウム」（Alpinarium）は2004年に建設された。アルガリ、ヤギ属、ユキヒョウを見ることができる。
2002年に建設された「中央アジアコンプレックス」（Middle-Asia complex）は、モウコノウマ、フタコブラクダ、バイソン属、ヤク、ハイエナなどがいる。付近にはキジがおり、「水鳥の湖」（water bird lakes）にはアヒル、ペリカン、ハクチョウ、その他水鳥が見られる。
「鷹の家」（Hawk mountain）ワシ、ハゲワシ、フクロウ目がいる。イヌワシ、オオワシ、メンフクロウをはじめ、ワシ・フクロウ類が多く観察できる。

## 保護と飼育

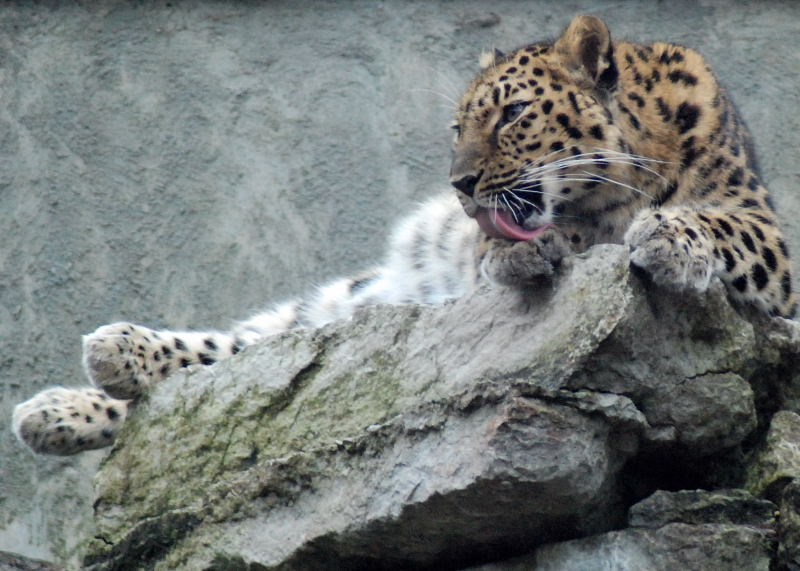
タリン動物園のアムールヒョウのダーラ（Darla）

タリン動物園はアムールヒョウ、アムールゴーラル、オオワシ、ユキヒョウなどの飼育で大きな成功を収めている。タリン動物園は絶滅の危機にある野生動物を救うため、ヨーロッパミルクミッションに参加している。
ミンクの保護繁殖ではヨーロッパの中心的な施設として活動し、タールを飼育繁殖して他園に提供している。

## 今後
古い兵舎にて飼育がおこなわれているクマ、オオカミ、トラなどのための新しい飼育施設の建設が進められている。また、施設の更新による近代化事業も推進している。